# 금동보살삼존입상
금동보살삼존입상(金銅菩薩三尊立像)은 서울특별시 용산구, 삼성미술관 리움에 있는 백제의 보살상이다. 1970년 12월 30일 대한민국의 국보 제134호로 지정되었다.

## 개요
강원도 춘천에서 출토된 것으로 전해지는 이 보살상은 하나의 광배(光背)에 삼존상을 배치한 형식이며, 불신(佛身), 광배, 대좌(臺座)가 함께 붙어 있는 독특한 작품이다.
본존인 보살은 머리에 관(冠)을 쓰고 있으며 얼굴은 둥근 편이다. 가슴에는 대각선으로 내의를 얇게 걸쳐 입었고, 두껍게 걸쳐 입은 겉옷은 보살상의 앞면에서 'X'자로 교차되었다가 새의 날개깃처럼 좌우로 퍼지고 있다. 치마는 발목까지 길게 늘어졌으며, 약간의 주름을 선으로 표현하였다. 손 모양은 오른손을 어깨 높이로 올려 손바닥을 밖으로 보이고 있으며, 왼손은 손가락이 밑을 향하고 마지막 두 손가락을 구부리고 있는 모습이다. 머리를 깎고 합장한 채 서 있는 두 나한상은 두꺼운 옷을 입고 있어서 세부묘사나 옷주름의 특징을 살피기가 어렵다.
보살상 뒤의 광배는 가장자리에 도드라진 테를 두른 배(舟) 모양이며, 머리광배와 몸광배를 3줄의 선으로 표현하고 있다. 머리광배 안에는 연꽃무늬가 새겨져 있고, 머리광배와 몸광배의 바깥쪽에는 섬세한 불꽃무늬가 새겨져 있다.
보살상이 서 있는 대좌에는 큼직한 연꽃무늬를 이중의 선으로 새기고 있다. 대좌를 이러한 양식으로 표현하는 것은 부여 부소산에서 출토된 《금동정지원명석가여래삼존입상》(보물 제196호)이나 《금동미륵보살반가상》(국보 제83호)과 비슷하여 백제시대 작품일 가능성을 제시하지만 그 표현에 있어서는 더 섬세한 면이 있다.
이 작품은 'X'자로 교차된 옷, 새의 날개깃처럼 퍼진 옷자락, 왼손 손가락을 굽힌 표현 등에서 삼국시대 불상의 전형적인 양식을 보여주고 있다. 또한 보살상을 중심에 두고 양 옆에 나한상을 배치한 것은 우리나라에서 처음으로 보이는 수법으로 중요한 가치를 지닌다.

## 같이 보기
- 금동정지원명석가여래삼존입상 (보물 제196호)
- 금동미륵보살반가사유상 (국보 제83호)

## 참고 자료
- 금동보살삼존입상 - 국가유산청 국가유산포털